# Bonvillars
Bonvillars es una comuna suiza del cantón de Vaud, situada en el distrito de Jura-Nord vaudois a orillas del lago de Neuchâtel. Limita al norte con la comuna de Provence, al noreste con Concise y Corcelles-près-Concise, al este con Onnens, al sur con Cheseaux-Noréaz y Grandson, y al oeste con Champagne y Tévenon.
La comuna hizo parte hasta el 31 de diciembre de 2007 del distrito de Grandson, círculo de Concise.

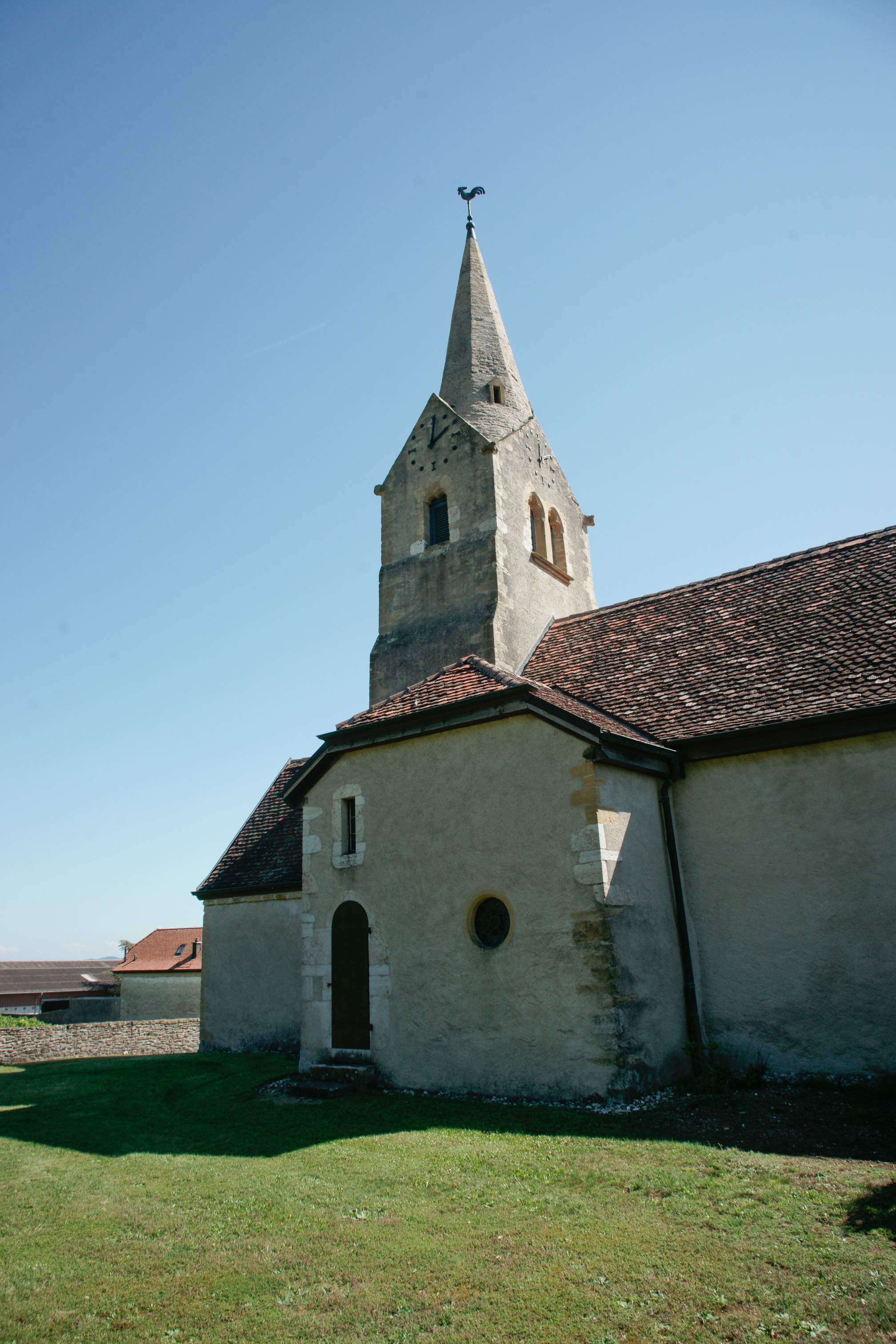
Iglesia de Bonvillars.